# Rondine marina
Rondine marina (The Man and the Moment) è un film del 1929 diretto da George Fitzmaurice. La sceneggiatura si basa sul romanzo The Man and the Moment di Elinor Glyn che era stata già adattato per lo schermo nel 1918 con il film britannico The Man and the Moment, diretto da Arrigo Bocchi per la Windsor.

## Produzione
Il film fu prodotto dalla First National Pictures.

## Distribuzione
Il copyright del film, richiesto dalla First National Pictures, Inc., fu registrato il 27 luglio 1929 con il numero LP547.
Distribuito dalla First National Pictures e presentato da Richard A. Rowland, il film uscì nelle sale cinematografiche USA il 7 luglio 1929 in versione sonorizzata. Ne venne distribuita anche una versione muta della lunghezza di 1.993,1 metri.
Non si conoscono copie ancora esistenti della pellicola che viene considerata presumibilmente perduta.